# أوديس أليسون
أوديس أليسون (بالإنجليزية: Odis Allison)‏ مواليد 2 أكتوبر 1949، هو لاعب كرة سلة أمريكي سابق. بدأ مسيرته الاحترافية في سنة 1971. تم اختياره من قبل فريق غولدن ستايت ووريورز خلال الدرافت. حمل الرقم 22. يبلغ طوله 6 قدم 6 بوصة (2.0 م). اعتزل اللعب في 1972.

## روابط خارجية
- أوديس أليسون على موقع إن بي أي (الإنجليزية)
- أوديس أليسون على موقع سبورتس رفرنس (الإنجليزية)
- أوديس أليسون على موقع كلية كرة السلة في سبورتس رفرنس.كوم (الإنجليزية)
- أوديس أليسون على موقع ريلجم (الإنجليزية)
- أوديس أليسون على موقع بروبوليرز (الإنجليزية)